# 拉讷维尔欧蓬
拉讷维尔欧蓬（法語：La Neuville-au-Pont，法語發音：[la nøvil o pɔ̃]）是法国马恩省的一个市镇，属于香槟沙隆区。

## 地理
拉讷维尔欧蓬（49°7'26"N, 4°51'28"E）面积15.11 平方千米，位于法国大東部大區马恩省，该省份为法国东北部内陆省份，北起阿登省，西北接埃纳省，西南接塞纳-马恩省，南至奥布省，东南接上马恩省，东临默兹省。
与拉讷维尔欧蓬接壤的市镇（或旧市镇、城区）包括：绍德方丹、库尔泰蒙、多马尔坦苏昂、马夫雷库尔、穆瓦尔蒙、维埃纳城。

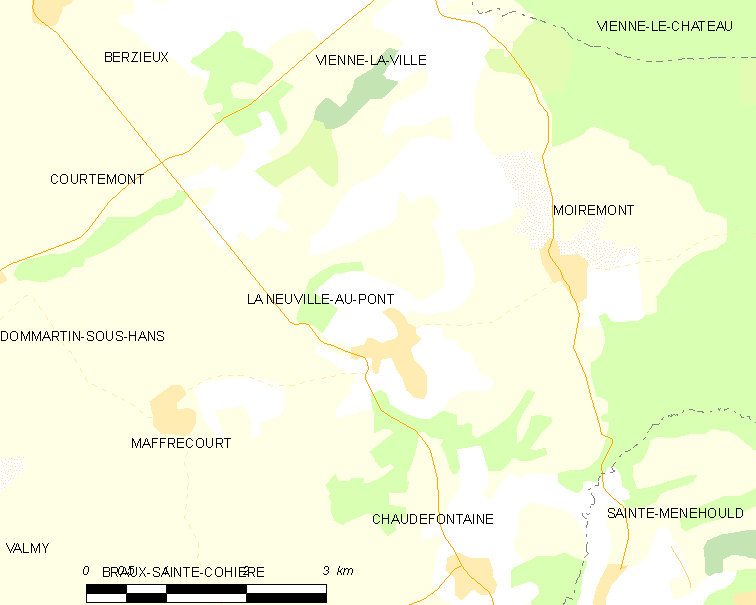
拉讷维尔欧蓬的OSM定位图

拉讷维尔欧蓬的时区为UTC+01:00、UTC+02:00（夏令时）。

## 行政
拉讷维尔欧蓬的邮政编码为51800，INSEE市镇编码为51399。

## 政治
拉讷维尔欧蓬所属的省级选区为阿戈讷-叙普-韦勒县。

## 人口

1962-2008年间拉讷维尔欧蓬人口变化图示

拉讷维尔欧蓬于2022年1月1日时的人口数量为489人。